# Kramgoa låtar 10
Kramgoa låtar 10, även kallat Den stora dagen, utkom 1982 och är ett studioalbum av det svenska dansbandet Vikingarna.
Albumet återutgavs 1988 och 1992 till CD.

## Låtlista
1. Den stora dagen
2. Skomakar-Anton
3. Dance in the Old Fashioned Way
4. Jag vill va din teddybjörn
5. Spanish Eyes
6. San Antonios Ros
7. Under himmel och över öppet hav
8. Nyanser
9. Boogie Woogie över stan
10. En sliten grimma
11. Det låter knackelibang
12. Längtan efter solsken
13. Ett gammalt dragspel
14. Ge mig vingar som bär mig
15. Blonda svenska vikingar

## Listplaceringar
| Lista (1982) | Topplacering |
| ------------ | ------------ |
| Sverige      | 4            |